# Titanochrysa circumfusa
Titanochrysa circumfusa is een insect uit de familie van de gaasvliegen (Chrysopidae), die tot de orde netvleugeligen (Neuroptera) behoort. De wetenschappelijke naam van de soort is voor het eerst geldig gepubliceerd in 1839 door Burmeister als Chrysopa circumfusa.